# Liste der Nummer-eins-Hits in Belgien (1987)
Diese Liste enthält alle Nummer-eins-Hits in Belgien im Jahr 1987. Es gab in diesem Jahr 17 Nummer-eins-Singles.
| Singles |
| --- |
| - The Bangles – Walk Like an Egyptian - 2 Wochen (27. Dezember 1986 – 9. Januar 1987, insgesamt 3 Wochen) - Pet Shop Boys – Suburbia - 1 Woche (10. Januar – 16. Januar) - The Bangles – Walk Like an Egyptian - 1 Woche (17. Januar – 23. Januar, insgesamt 3 Wochen) - Mel & Kim – Showing Out - 3 Wochen (24. Januar – 13. Februar) - Jackie Wilson – Reet Petite - 5 Wochen (14. Februar – 20. März) - Aretha Franklin & George Michael – I Knew You Were Waiting (For Me) - 1 Woche (21. März – 27. März) - Mel & Kim – Respectable - 4 Wochen (28. März – 24. April) - Piet Veerman – Sailing Home - 4 Wochen (25. April – 22. Mai) - Jan Hammer – Crockett’s Theme - 2 Wochen (23. Mai – 5. Juni) - Johnny Logan – Hold Me Now - 4 Wochen (6. Juni – 3. Juli) - Whitney Houston – I Wanna Dance with Somebody (Who Loves Me) - 3 Wochen (4. Juli – 24. Juli) - George Michael – I Want Your Sex - 2 Wochen (25. Juli – 7. August) - Madonna – Who’s That Girl - 2 Wochen (8. August – 21. August) - Michael Jackson & Siedah Garrett – I Just Can’t Stop Loving You - 6 Wochen (22. August – 2. Oktober) - Michael Jackson – Bad - 4 Wochen (3. Oktober – 30. Oktober) - Rick Astley – Never Gonna Give You Up - 3 Wochen (31. Oktober – 20. November) - M/A/R/R/S – Pump Up the Volume - 1 Woche (21. November – 27. November) - George Michael – Faith - 6 Wochen (28. November 1987 – 8. Januar 1988) |

Siehe auch: Nummer-eins-Hits 1987 in  Australien, Dänemark, Deutschland, Finnland, Frankreich, Irland, Italien, Japan, Kanada, Neuseeland, den Niederlanden, Norwegen, Österreich, Schweden, der Schweiz, Spanien, den Vereinigten Staaten und im Vereinigten Königreich.